# The Divine Comedy
A The Divine Comedy ír popegyüttes. Különlegességnek számít a zenéjük, ugyanis orchestral popot játszanak, amely azt takarja, hogy egy szimfonikus zenekar játszik a popzene alatt. Egy olyan tag van, aki a kezdetektől fogva benne van a zenekarban: Neil Hannon, ő az alapító is. Az együttes leginkább az orchestral pop stílusban készült munkáiról ismert, első nagylemezükön viszont jangle popot/alternatív rockot játszottak.
1989-ben alakultak meg Enniskillenben. Karrierjük alatt 11 nagylemezt jelentettek meg. Jelen vannak a britpop műfajban is. Nevük Dante Isteni színjátékának angol neve.

## Diszkográfia
- Fanfare for the Comic Muse (1990)
- Liberation (1993)
- Promenade (1994)
- Casanova (1996)
- A Short Album About Love (1997)
- Fin de Siècle (1998)
- Regeneration (2001)
- Absent Friends (2004)
- Victory for the Comic Muse (2006)
- Bang Goes the Knighthood (2010)
- Foreverland (2016)
- Office Politics (2019)